# Rynnica osikowa
Rynnica osikowa, rynnica ceglasta (Chrysomela tremula) – gatunek chrząszcza z rodziny stonkowatych i podrodziny Chrysomelinae.
Chrząszcz o ciele długości od 6 do 10 mm, z wyjątkiem pokryw ubarwionym czarnozielono lub granatowo z metalicznym połyskiem. Czułki mają trzeci człon co najwyżej odrobinę dłuższy od czwartego. Przedplecze jest stosunkowo wąskie, u nasady wyraźnie węższe od pokryw, półtora raza szersze niż długie, wyraźnie węższe niż u C. saliceti. Boczne brzegi przedplecza są wałeczkowato zgrubiałe i od pozostałej jego wierzchniej strony odgraniczone bruzdą, która dochodzi prawie do przedniej krawędzi przedplecza. Przed kątami tylnymi boczne brzegi przedplecza są wyraźnie wykrojone. Barwa pokryw jest całkowicie czerwona (bez czarnej plamki u wierzchołka jak u r. topolowej), a u bardzo rzadkich form melanistycznych całkowicie czarna, ale zawsze niemetaliczna. Brzegi boczne pokryw również są wałeczkowato pogrubione, a u wierzchołków, w kątach przyszwowych opatrzone wgłębieniem. Boczne krawędzie pokryw są z tyłu nieorzęsione, a ich epipleury z tyłu silnie zwężone. Punktowanie powierzchni pokryw tworzy regularne, podwójne rządki wzdłuż ich bocznych brzegów. Odnóża mają stopy o ostatnich członach z parą ząbków poniżej pazurków. Samca charakteryzuje prącie o płytce grzbietowej w tylnej części zapadniętej tak, że formuje się na jej powierzchni para skierowanych do siebie i trochę zaostrzonych guzów.
Roślinami żywicielskimi larw i owadów dorosłych są topole, a rzadziej wierzby. Żerują na liściach (foliofagi). Bywają notowane jako szkodniki młodników topolowych i upraw wierzb.
Gatunek holarktyczny. W Europie stwierdzony został m.in. we Francji, Belgii, Holandii, Niemczech, Szwajcarii, Austrii, Włoszech, Danii, Szwecji, Norwegii, Finlandii, Łotwie, Polsce, Czechach, Węgrzech, Bułgarii, Albanii i Rosji. Dalej na wschód sięga przez Azję Mniejszą, Azję Środkową, Syberię, Mongolię i Chiny po Kamczatkę i Japonię. Ponadto występuje w Ameryce Północnej.